# Bellreguard
Bellreguard là một đô thị ở comarca Safor cộng đồng Valencia, Tây Ban Nha. Đô thị này có diện tích 2,85 km², dân số thời điểm năm 2006 là 4216 người.